# Halifa Houmadi
Halifa Houmadi (geb. 1948) ist ein Politiker in den Komoren. Er war 1994 bis 1995 Premierminister der Komoren.

## Leben
Er gehörte der Partei Rassemblement pour la Démocratie et le Renouveau (RDR) an. Im Oktober 1994 ernannte ihn Präsident Said Mohamed Djohar nach der Entlassung von Mohamed Abdou Madi zum Premierminister. Obwohl sie derselben Partei angehörten, holte Houmadi nur zwei ehemalige Minister in sein Kabinett. Während seiner Amtszeit verschlechterten sich die Beziehungen zwischen den Komoren und Frankreich, was dazu führte, dass von Komorern, die nach Mayotte einreisen wollten, ein Visum verlangt wurde. Aus Protest gegen die Untätigkeit der Behörden in dieser Angelegenheit wurden RDR-Mitglieder entlassen und im Februar 1995 übernahm Houmadi die Führung der Partei. Allerdings begann er bald darauf, Präsident Djohar finanzielle Unterschlagung vorzuwerfen, woraufhin er selbst im April 1995 sein Amt verlor.
Derzeit ist er Präsident des Verbandes der Nichtregierungsorganisationen auf den Komoren.